# Кислино (Калужская область)
Кислино — деревня в составе сельского поселения «Село Троицкое» Жуковского района Калужской области России.

## География
Деревня расположена на берегу реки Протвы. Неподалёку находится самый высокий водопад Калужской области (4 метра) — Калужская «Ниагара».

## История
До революции деревня входила в состав Троицкой волости Тарусского уезда Калужской губернии.

## Население
| 2002 | 2010 |
| ---- | ---- |
| 2    | ↘1   |

## Известные люди
В деревне родился русский композитор и музыкальный писатель Н. Ф. Христианович.